# The Final Payment
The Final Payment er en amerikansk stumfilm fra 1917 af Frank Powell.

## Medvirkende
- Nance O'Neil som Nina.
- Jane Miller
- Clifford Bruce som Cesare.
- Leslie Austin som Neccola.
- Alfred Hickman som Alfredo.